# Brodzica
Brodzica, dawniej także Bohorodyca – wieś w Polsce położona w województwie lubelskim, w powiecie hrubieszowskim, w gminie Hrubieszów.
| SIMC    | Nazwa            | Rodzaj    |
| ------- | ---------------- | --------- |
| 0889060 | Kolonia Brodzica | część wsi |

Wieś starostwa hrubieszowskiego położona była w XVIII wieku w ziemi chełmskiej. W latach 1975–1998 miejscowość administracyjnie należała do województwa zamojskiego. 
Wieś jest sołectwem w gminie Hrubieszów. Według Narodowego Spisu Powszechnego (III 2011 r.) liczyła 315 mieszkańców i była szesnastą co do wielkości miejscowością gminy Hrubieszów.
Wierni Kościoła rzymskokatolickiego należą (częściowo) do parafii Miłosierdzia Bożego w Gozdowie.
We wsi był przystanek kolei wąskotorowej Brodzica.

## Znane osoby
16 czerwca 1902 roku w Brodzicy urodził się rotmistrz Włodzimierz Białoszewicz.

## Obiekty sakralne
We wsi w latach 1815–1875 znajdowała się cerkiew unicka, przemianowana w 1875 na prawosławną, w latach 1898–1915 parafialna. Została ona zniszczona podczas akcji polonizacyjno-rewindykacyjnej w 1938. We wsi zachował się natomiast cmentarz prawosławny.

## Atrakcje turystyczne
We wsi zachował się zabytkowy most kolejki wąskotorowej na Huczwie. Atrakcją turystyczną jest zegar słoneczny, oficjalnie odsłonięty 11 czerwca 2009 r. podczas obchodów 600-lecia Brodzicy. Zegar pełni jednocześnie funkcję pomnika 600-lecia Brodzicy.